# ديفيد نيكل
ديفيد نيكل (بالتشيكية: David Nykl)‏ (و. 1967  م) هو ممثل تلفزي، وممثل أفلام، وممثل مسرحي من التشيك، وكندا، ولد في براغ.
.

## التعليم
تعلم في جامعة كولومبيا البريطانية.

## وصلات خارجية
- ديفيد نيكل على موقع IMDb (الإنجليزية)
- ديفيد نيكل على موقع روتن توميتوز (الإنجليزية)
- ديفيد نيكل على موقع ألو سيني (الفرنسية)
- ديفيد نيكل على موقع أول موفي (الإنجليزية)
- ديفيد نيكل على موقع إن إن دي بي (الإنجليزية)
- ديفيد نيكل على موقع قاعدة بيانات الفيلم (الإنجليزية)
- ديفيد نيكل على موقع كينوبويسك (الروسية)